# Ludwig Josephson

Stimmen aus Zion, Iserlohn, Zweite Auflage, 1845

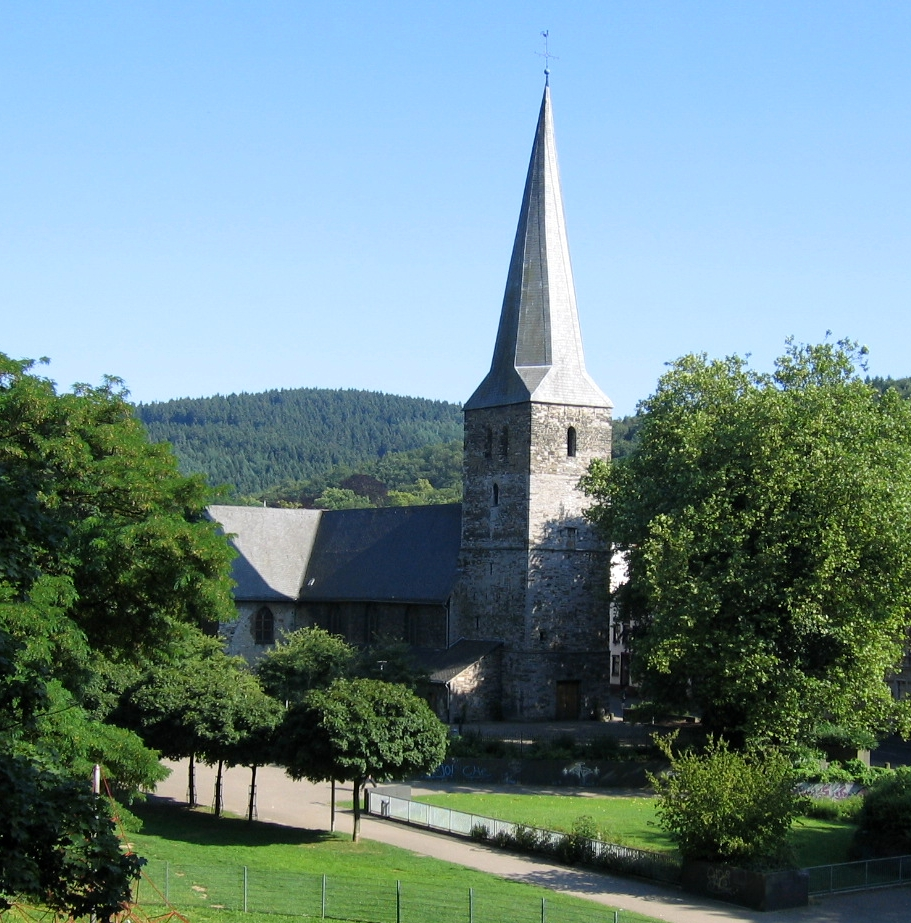
St.-Pankratius-Kirche in Iserlohn, die sog. Bauernkirche

Ludwig Karl Leopold Josephson (* 28. Januar 1809 in Unna; † 22. Januar 1877 in Barth/Pommern) war ein deutscher evangelisch-lutherischer Pfarrer, Herausgeber und Schriftsteller. 

## Leben
Ludwig Josephson wurde als Sohn des Kaufmanns Gustav Simon Josephson (1766–1831) und seiner Frau Juliana Friederika Leonhardi Levi (1774–1858) in eine Familie geboren, die jüdischer Abstammung war und im Jahr 1805, vier Jahre vor der Geburt von Ludwig, mit allen Familienmitgliedern zur evangelischen Konfession konvertiert war. Er besuchte das Gymnasium in Soest und studierte anschließend in den Jahren zwischen 1827 und 1830 unter Karl Immanuel Nitzsch in Bonn evangelische Theologie. Nach Abschluss seines Studiums wurde er Hauslehrer in der Familie des Ministers von Ernst von Bodelschwingh und 1832 als Pfarrer an der Bauernkirche in dem großen lutherischen Kirchspiel Iserlohn ordiniert und ins Amt eingeführt, wo er Amtsnachfolger von Pfarrer Johann Abraham Strauß (1754–1836) war und wo er bis zum Jahr 1851 blieb. Anschließend war er Divisionsprediger in Münster und nahm 1858 einen Ruf als Direktor des Lehrerseminars in Köslin an, wo er bis 1863 blieb. Seine letzte Amtsstelle war die eines Superintendenten in Barth in Pommern, wo er im Januar 1877 im Amt verstarb.

### Privatleben und Verwandtschaft
Josephson hatte elf Geschwister und war zweimal verheiratet; am 10. September 1835 heiratete er die Kaufmannstochter Maria Carolina Elbers (1814–1855) aus Barmen, nach deren Tod am 14. Juli 1856 Rosa von Hern aus Köslin in Pommern. Josephson war Vetter des Pfarrers Carl Ludwig Josephson (1811–1888), der u. a. als Hilfsprediger des Pfarrers Carl Franz Friedrich Basse († 1833) in Deilinghofen wirkte, und Onkel von dessen Söhnen Hermann Josephson und Max Johannes Josephson (1854–1928), der ebenfalls Pfarrer in Deilinghofen war und der den Christlichen Verein Junger Männer (CVJM) Deilinghofen gründete.

## Werk

### Lieder
Ludwig Josephson veröffentlichte 1841 eine Sammlung eigener geistlicher Lieder unter dem Titel Stimmen aus Zion, von der eine Folgeauflage 1845 erschien. Diese Sammlung, die im Verlag J.P. Wichelhoven gedruckt wurde, enthält 70 geistliche Lieder und 33 vermischte (weltliche) Lieder. Der Pfarrer und Hymnologe Albert Knapp nahm zwölf geistliche Lieder von Josephson in seine ab 1837 in Stuttgart erschienene Sammlung Evangelischer Liederschatz auf.

### Erzählungen
Im Jahr 1841 erschien von Josephson eine Sammlung von Volkserzählungen unter dem Titel Brosamen. Für theure und wohlfeile Zeit in drei Bänden in verschiedenen Ausstattungen und mehreren Auflagen.

### Publikationen
Darüber hinaus war Josephson in den Jahren zwischen 1838 und 1863 Herausgeber einer Predigtsammlung, die unter dem Titel Evangelische Zeugnisse aus Mark und Westphalen in 16 Bänden publiziert wurde. Ab Band 7 erschien die Sammlung unter dem neuen Titel Evangelische Zeugnisse aus Westphalen. Mitherausgeber war bei den Bänden 1 bis 6 der Hattinger Pastor Johann Heinrich Jacob Nonne, ab Band 7 bis zu seinem Tod am 6. August 1838 der Heedfelder Pfarrer Jan Pol.

### Chronik der Stadt Iserlohn
Josephson verfasste auch eine Chronik der Stadt Iserlohn mit dem Schwerpunkt der kirchlichen Verhältnisse, welche nie gedruckt wurde, auf die der Autor Robert Lecke aber in seinem Vorwort zu dem Buch Chronik der Stadt Iserlohn und ihrer wichtigsten Umgebungsorte Bezug nimmt. Die Chronik umfasst 41 handschriftliche Doppelseiten und liegt im Iserlohner Stadtarchiv.